# Takao Doi
Takao Doi (japonsky 土井 隆雄, * 18. září 1954 Tokio, Japonsko) je bývalý kosmonaut japonské kosmické agentury JAXA (do 2003 NASDA). Uskutečnil dva krátkodobé kosmické lety, STS-87 roku 1997 a STS-123 roku 2008, při druhé misi navštívil Mezinárodní vesmírnou stanici. Od roku 2009 pracuje v Úřadu OSN pro vesmírné záležitosti ve Vídni.

## Život
Takao Doi vystudoval Tokijskou univerzitu, postupně získal titul bakaláře (1978, magistra (1980) a doktora (PhD, 1983) v oboru aerokosmické strojírenství. Po škole pracoval v Institute of Space and Astronautical Science (ISAS).
Přihlásil se do prvního náboru astronautů japonské kosmické agentury NASDA a 20. června 1985 byl vybrán mezi trojici astronautů oddílu NASDA. Podle dohody NASDA a NASA se jeden z astronautů, Mamoru Móri, měl roku 1988 účastnit jedné z misí amerického raketoplánu Space Shuttle. Doi a Čiaki Naitóová byli jeho náhradníci. Po zkáze raketoplánu Challenger v lednu 1986 byl však let odložen.
V letech 1987–1988 Doi zkoumal na University of Colorado dynamiku kapalin v beztíži. V dubnu 1990 japonští astronauti obnovili přípravu k letu v Johnsonově středisku v Houstonu. Doi byl opět náhradníkem Móriho, jehož mise – STS-47 – proběhla v září 1992.
Roku 1996 získal po ročním výcviku v Johnsonově středisku kvalifikaci letového specialisty raketoplánu. Poté zůstal v Houstonu v oddělení dopravních systémů.
V listopadu 1996 byl určen do posádky letu STS-87. Do vesmíru vzlétl na palubě raketoplánu Columbia. Let STS-87 trval od 19. listopadu do 5. prosince 1997. Astronauti prováděli experimenty v mikrogravitaci a podnikli dva výstupy do otevřeného vesmíru. Oba výstupy provedli Doi a Winston Scott – v prvním zachytili družici SPARTAN-201, v druhém ověřovali montážní postupy pro Mezinárodní vesmírnou stanici (ISS).
Po letu zůstal v Johnsově středisku v oddělení ISS (Astronaut Office International Space Station Branch). V květnu 2006 byl vybrán do posádky letu STS-123. Raketoplán Endeavour k němu odstartoval 11. března, přistál 27. března 2008. Hlavním cílem letu byla doprava a připojení japonského modulu Kibó a kanadského manipulátoru Dextre (připojeného na Canadarm2) na ISS.
V červnu 2009 se vrátil z Houstonu do Japonska. Už k 13. září 2009 odešel z oddílu astronautů JAXA (jak se od roku 2003 nazývala japonská kosmická agentura) i z JAXA a stal se zaměstnancem sekce vesmírných aplikaci (Space Applications Section) Úřadu OSN pro vesmírné záležitosti ve Vídni.
Takao Doi je ženatý.